# 南藪神村
南藪神村（みなみやぶかみむら）は、かつて新潟県南魚沼郡にあった村。

## 沿革
- 1889年（明治22年）4月1日 - 町村制施行に伴い南魚沼郡五日町村、九日町村、名木沢村、城山新田、今町村が合併し、南藪神村が発足。
- 1901年（明治34年）11月1日 - 村域を二分割し、次のように隣接自治体と合併して消滅。
  - 大字五日町 → 南魚沼郡大巻村と合併し大巻村を新設
  - 大字九日町・名木沢・城山新田・今町 → 南魚沼郡北藪神村と合併し藪神村を設置